# Umoonasaurus

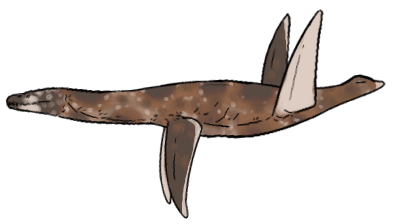
Umoonasaurus demoscyllus

Umoonasaurus demoscyllus is een lid van de Plesiosauria dat tijdens het vroege Krijt leefde in het gebied van het huidige Australië.

## Vondst en naamgeving
In het Zorba Extension Opal Field in het noorden van South Australia worden opalen gedolven. Soms bestaan die uit geopaliseerde fossielen. In 1987 vond een mijnwerker bij Coober Pedy, Joe Vida, een heel skelet van een plesiosauriër dat zo met een laag opaal bedekt was. In eerste poging het te prepareren brak hij wat botten. Hierna verkocht hij de vondst aan de Australische zakenman Sid Londonish. Die schakelde de archeoloog Paul Willis in om het fossiel te restaureren. Voor dat dit proces voltooid was, zag hij zich echter wegens geldnood gedwongen het te verkopen. Zulke stukken vertegenwoordigen in het algemeen een aanzienlijke geldswaarde omdat ze speciaal bij verzamelaars in trek zijn. In dit geval betrof het het grootste geopaliseerde exemplaar dat ooit gevonden was. Gevreesd werd dat het unieke fossiel in een particuliere verzameling zou verdwijnen en voor de wetenschap verloren gaan. Akubra Hats zette een inzamelingsactie op touw waarin schoolkinderen een bijdrage konden leveren voor het aankopen van "Eric", de bijnaam die de plesiosauriër in de pers gekregen had naar het liedje van Monty Python, Eric the Half-a-Bee. In 1993 kon via deze Save Eric-actie het fossiel verworven worden voor de Cody Opals/The National Opal Collection, verbonden aan het Australian Museum. Daar werd het verder geprepareerd door Paul Willis. In eerste instantie werd het geïnterpreteerd als een Leptocleidus sp. Uiteindelijk begreep men dat het een nog onbekende soort vertegenwoordigde.
In 2006 werd de typesoort Umoonasaurus demoscyllus benoemd en beschreven door Benjamin P. Kear, Natalie I. Schroeder en Michael S.Y. Lee. De geslachtsnaam is afgeleid van Umoona, de naam die de plaatselijke aboriginals in 1975 aan Coober Pedy hebben gegeven. Umoona betekent "lang leven" in het Antakarinya en is ook hun naam voor de munga, een daar veel voorkomende struik. De soortaanduiding is een combinatie van het Grieks demos, "volk", en Scylla, een mythisch zeemonster. Dit verwijst naar de financiële bijdrage die de hele bevolking geleverd heeft om een zeemonster te kopen.
Het holotype, AM F99374, is gevonden in een laag van de Bulldog Shale die dateert uit het Aptien-Albien. Het bestaat uit een skelet met schedel. De onderkaken en onderarmen ontbreken. Gastrolieten en de maaginhoud zijn aangetroffen. Het betreft een volwassen individu.
Drie andere specimina zijn aan de soort toegewezen. South Australian Museum P23841 is een geopaliseerd volwassen exemplaar uit de opaalvelden van Andamook. SAM P31050 is een volwassen exemplaar uit het gebied van Curdimurka, bij Lake Eyre South. SAM P410550 is een jong dier gevonden bij de rivier de Neales nabij Oodnadatta. Alle exemplaren komen uit de Bulldog Shale.

## Beschrijving

### Grootte en onderscheidende kenmerken

Een vergelijking in grootte met een mens

Het holotype is het grootste exemplaar, zo'n tweeënhalve meter lang. Het jonge dier is ongeveer een meter lang.
De beschrijvers stelden verschillende onderscheidende kenmerken vast. Twee daarvan zijn autapomorfieën, unieke afgeleide eigenschappen. Op de middenlijn van de snuit bevinden zich als uitgroeisels van de veel voorkomende middenrichel dunne gewelfde kammen. Boven de oogkassen bevindt zich op het schedeldak een groot driehoekig foramen pineale begrensd door hoge taps toelopende kamvormige opstaande randen.
Daarnaast is er een unieke combinatie van op zich niet unieke kenmerken. Die werden echter niet expliciet opgesomd.

### Skelet
De schedel van Umoonasaurus is klein met een maximale lengte van 222  millimeter en breedte van dertien centimeter. Het profiel is driehoekig. De snuit is kort en smal. Een insnoering bij de beennaad tussen praemaxilla en bovenkaaksbeen ontbreekt. Het meest opvallende kenmerk van de kop is de structuur van de schedelkammen. Er is een hoge centrale lemmetvormige kam die zich uitstrekt over de praemaxilla over het wandbeen tot aan het foramen pineale, het gat in het middelste schedeldak. Deze kam is het hoogst boven de neusgaten. Links en rechts bevindt zich een zijkam; deze gepaarde kammen bevinden zich op de voorhoofdsbeenderen, wellicht ook op de postfrontalia, sterk welvend boven de oogkassen. Deze structuren zijn uniek; andere plesiosauriërs hebben soms middenrichels op de snuit maar die zijn nooit zo hoog of gewelfd. Vermoed werd dat de kammen verlengd werden door een hoornschacht; het artikel illustreerde ze met stekels. Hun functie is onzeker. Ze moeten te zwak geweest zijn voor verdediging, vechten of versterking van de schedel. Misschien dienden ze als pronkorgaan.

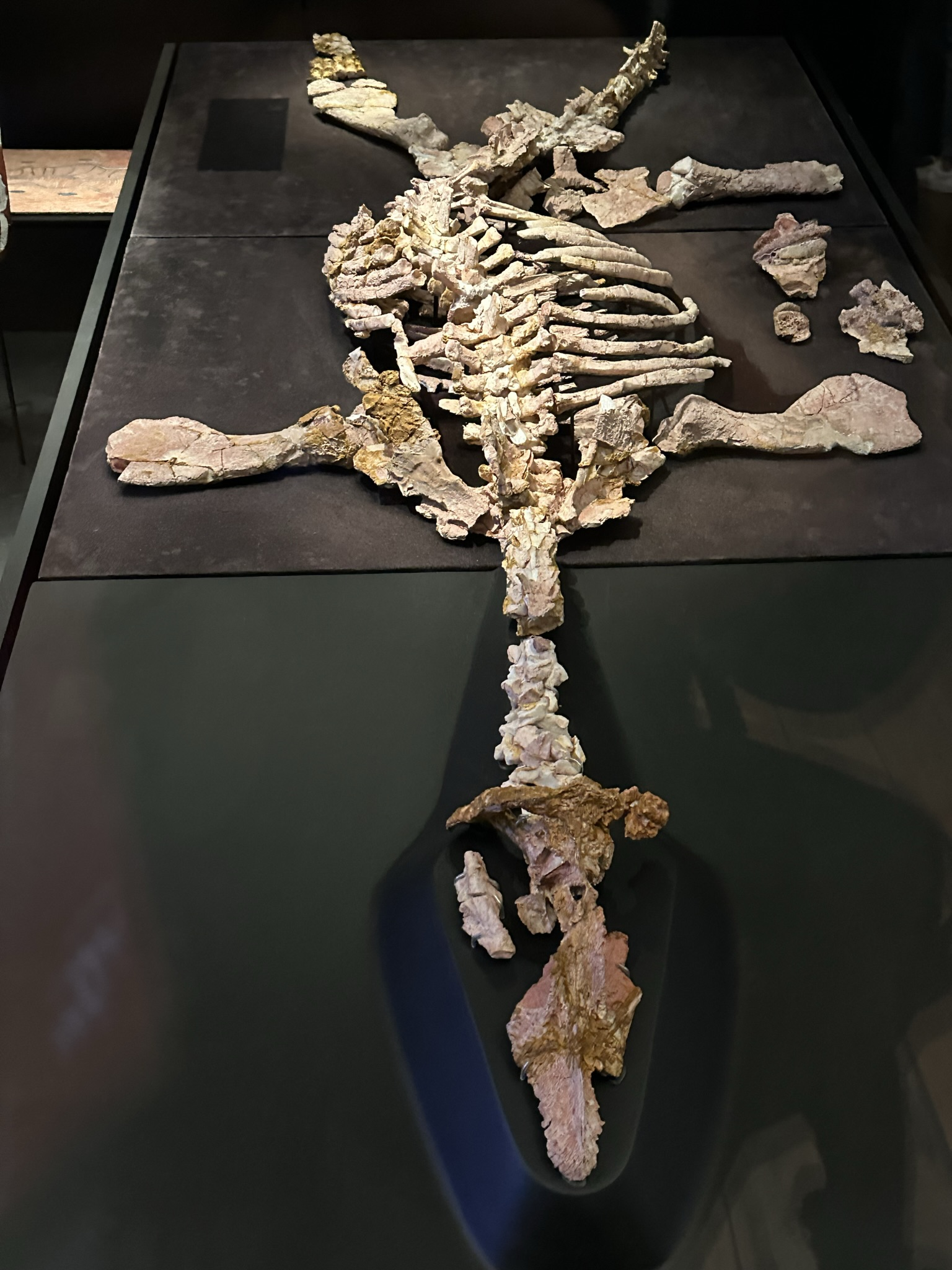
Het holotype

De snuit is vooraan verbreed tot een rosette; in iedere praemaxilla staan vijf lange vangtanden. Ze zijn vergroot en hellen naar voren. In ieder bovenkaaksbeen staan tien tanden. De vierde, vijfde en zesde tand zijn verlengd. De meer achterste tanden zijn lichtgebouwd en korter, één tot twee centimeter lang. Op deze tanden staan ruwe verticale groeven, beperkt tot de binnenzijde, ver uit elkaar. De neusgaten staan dicht bij de oogkassen. Die zijn groot en hun voorranden zijn opstaand. Het voorste schedeldak heeft een tongvormig profiel en wordt doorboord door een driehoekig foramen pineale. De unieke hoge opstaande randen vloeien aan de voorkant en de achterkant met de middenkam samen. Het achterdeel van de schedel is beschadigd maar het is duidelijk dat de slaapvensters groot zijn, een derde van de schedellengte beslaand.
Het achterhoofd onderscheidt zich door lichtgebouwde processus paroccipitales. De tubera basilaria zijn robuust. Het basioccipitale steekt uit achter de achterste beennaad tussen de pterygoïden. De achterranden van die laatsten lopen uit in recht afgesneden beenlappen die onder de afhangende vleugelplaten van de quadrata liggen. Het verhemelte kon in 2006 niet goed bestudeerd worden omdat de schedel in het museum hecht aan de ondergrond bevestigd is; men moest zich behelpen met een afgietsel. De voorste holte tussen de pterygoïden is groot en wordt van de achterste holte gescheiden door een gesloten beennaad op de middenlijn. De ploegschaarbeenderen steken niet achter de choanae uit, de interne neusgaten. Het parasfenoïde is over de volle lengte gekield en deelt de nauwe achterste holte tussen de pterygoïden in tweeën. De naastliggende ondervlakken van de achterste pterygoïden zijn ingedeukt, hol van onderen bekeken. Dit laatste kenmerk was in 2006 verrassend want een synapomorfie van de Polycotylidae terwijl Umoonasaurus niet aan die groep nauw verwant werd geacht te zijn. Het was een eerste teken dat de hele fylogenie fout bepaald was.
De postcrania van Umoonasaurus zijn weinig basaal, wat ook weer verwarrend was. De halswervels zijn hoger dan lang. De doornuitsteeksels zijn lemmetvormig, overdwars afgeplat. De gewrichtsuitsteeksels van de halswervels zijn ongeveer even breed als het wervellichaam. De ribben zijn enkelkoppig. Het uiteinde van de staart draagt een structuur die lijkt op de pygostyle van vogels, bestaande uit minstens vijf versmolten wervels. De botten van de onderbenen zijn breder dan lang.

## Fylogenie
De gevonden fylogenie van Umoonasaurus heeft vele veranderingen ondergaan. In 2006 werd hij in de Rhomaleosauridae geplaatst als zowel het meest basale als jongste lid van die groep. Dat waren twee tegengestelde eigenschappen. De Rhomaleosauridae werden daarbij gezien als Pliosauroidea. In 2008 plaatste Adam Smith hem in de Leptocleididae maar nog steeds in de Pliosauroidea. In 2009 verplaatste Patrick Druckenmiller Umoonasaurus naar de Polycotylidae, ook weer als een pliosauroïde groep gezien. In 2010 bracht Hilary Ketchum hem weer terug in de Leptocleididae maar nu in de Plesiosauroidea. In 2012 plaatste Druckenmiller hem in de Leptocleididae, echter in de Pliosauroidea. Tegen 2015 stabiliseerde de positie zich: in de Leptocleididae maar in de Plesiosauroidea.
Het volgende kladogram toont deze uiteindelijke positie.
|  | Plesiopleurodon |
|  |                 |
|  | Edgarosaurus    |
|  |                 |

|  | Leptocleidus  |
|  |               |
|  | Nichollssaura |
|  |               |
|  | Umoonasaurus  |
|  |               |

|  | Vectocleidus                                                 |
|  |                                                              |
|  | \| \| Hastanectes \| \| \| \| \| \| Brancasaurus \| \| \| \| |
|  |                                                              |
|  | Hastanectes                                                  |
|  |                                                              |
|  | Brancasaurus                                                 |
|  |                                                              |

|  | Hastanectes  |
|  |              |
|  | Brancasaurus |
|  |              |

|  | Leptocleidus  |
|  |               |
|  | Nichollssaura |
|  |               |
|  | Umoonasaurus  |
|  |               |

|  | Vectocleidus                                                 |
|  |                                                              |
|  | \| \| Hastanectes \| \| \| \| \| \| Brancasaurus \| \| \| \| |
|  |                                                              |
|  | Hastanectes                                                  |
|  |                                                              |
|  | Brancasaurus                                                 |
|  |                                                              |

|  | Hastanectes  |
|  |              |
|  | Brancasaurus |
|  |              |

|  | Plesiopleurodon |
|  |                 |
|  | Edgarosaurus    |
|  |                 |

|  | Leptocleidus  |
|  |               |
|  | Nichollssaura |
|  |               |
|  | Umoonasaurus  |
|  |               |

|  | Vectocleidus                                                 |
|  |                                                              |
|  | \| \| Hastanectes \| \| \| \| \| \| Brancasaurus \| \| \| \| |
|  |                                                              |
|  | Hastanectes                                                  |
|  |                                                              |
|  | Brancasaurus                                                 |
|  |                                                              |

|  | Hastanectes  |
|  |              |
|  | Brancasaurus |
|  |              |

|  | Leptocleidus  |
|  |               |
|  | Nichollssaura |
|  |               |
|  | Umoonasaurus  |
|  |               |

|  | Vectocleidus                                                 |
|  |                                                              |
|  | \| \| Hastanectes \| \| \| \| \| \| Brancasaurus \| \| \| \| |
|  |                                                              |
|  | Hastanectes                                                  |
|  |                                                              |
|  | Brancasaurus                                                 |
|  |                                                              |

|  | Hastanectes  |
|  |              |
|  | Brancasaurus |
|  |              |

## Levenswijze
Umoonasaurus was een roofdier. Zijn habitat bestond uit koude kustwateren in polaire gebieden op zeventig graden zuiderbreedte. Hoewel de zeeën tijdens het Krijt zeer veel warmer waren dan tegenwoordig, was de temperatuur bij de polen toch niet hoog, zo'n twaalf graden Celsius gemiddeld. Umoonasaurus kon dergelijke lage temperaturen kennelijk verdragen. Daarvoor kunnen speciale enzymen gebruikt zijn zoals bij veel moderne vissen. Het is ook mogelijk dat het dier warmbloedig was, zoals voor plesiosauriërs in het algemeen wordt aangenomen.
In de buikholte van het holotype zijn zestig gastrolieten aangetroffen. Die kunnen gediend hebben als ballast voor een neutraal drijfvermogen of om voedsel te vermalen. In de buik bevonden zich ook zeventien wervels van een vis, een lid van de Teleostei. De lengte daarvan werd geschat tussen de 182 en 296 millimeter. Het ging kennelijk om een vrij zwemmende en ook Umoonasaurus joeg dan op open zee, in de middelste voedsellagen, niet op de bodem.